# Groet (plaats)
Groet is een dorp gelegen in de gemeente Bergen in de Nederlandse provincie Noord-Holland. Op 1 januari 2023 telde het dorp 1.540 inwoners.
Groet is een korte periode een zelfstandige gemeente geweest, in 1834 ging de gemeente Groet al op in de gemeente Schoorl, die zelf in 2001 opging in de gemeente Bergen. De plaatsnaam kwam in 12e eeuw voor als Grothen en in 1480 als Groede. De plaatsnaam zou verwijzen naar het feit dat het gebied waarin Groet is gelegen ooit buitendijks is aangeslibd en daarna begroeid is geraakt.

## Bezienswaardigheden
Het witte kerkje van Groet: In 1575, na de Reformatie, begon de bouw van het huidige hervormde kerkje en haar uitkijkpunt over alle landschappen van Noord-Holland: zee, duin, dijk en polder, genieten regionale bekendheid.
Raadhuisje: Aan de Kerkbrink bevindt zich ook het kleine voormalige raadhuisje (1639) van Groet. In de Groeterpolder, aan de Hargerweg nabij Hargen staat de Groetermolen, een poldermolen met een eikenhouten achtkant. Deze molen bemaalt samen met een elektrisch gemaal de betreffende polder.

## Joodse begraafplaats
Vanaf 1602 begroeven de Amsterdamse Sefardim hun doden in Schoorl. In 1614 kochten zij echter een stuk grond in Ouderkerk aan de Amstel en nog datzelfde jaar werd daar de begraafplaats Beth Haim ingewijd. Voortaan werden de doden in Ouderkerk begraven. De graven te Schoorl werden vanaf 1616 geruimd en de stoffelijke resten werden in Ouderkerk herbegraven; de laatste in 1634.

## Evenement
In 1938 en 1948 werd het Internationaal Jongerencongres van de Esperantobeweging te Groet gehouden.

## Sport en recreatie
Door deze plaats loopt de Europese wandelroute E9, ter plaatse ook Noordzeepad of Hollands Kustpad geheten. Ook wordt er elk jaar de Groet uit Schoorl Run gehouden. 

## Bekende Groetenaren

### Geboren
- Han Rädecker (1921-1976), beeldhouwer
- Jan Simon Minkema (1950), acteur

### Woonachtig geweest
- Ko van Dijk sr. (1881-1937), Nederlands toneelspeler en -directeur
- Piet Wiegman (1885-1963), Nederlands schilder – graficus – ceramist en poppensnijder
- Brecht Willemse (1897-1984), Nederlands onderwijzeres, communistisch politicus en verzetsstrijdster
- Joep Nicolas (1897-1972), Nederlandse glazenier, kunstschilder en tekenaar
- Henk van het Kaar (1936-2007), Nederlands politicus
- Jan Budding (1956-1988), Nederlands tekenaar, schilder en graficus
- Alex Pastoor, voetbaltrainer